# Antun Ferri
Antun Ferri (Trpanj, 1864. – Split, 1948.), hrvatski liječnik

## Životopis
Rođen u Trpnju. Otac liječnika Rafe Ferrija. Poznat kao općinski liječnik u Stonu i Splitu. Mnogo se angažirao na razvitku liječničke komore u Splitu i staleškog udruženja liječnika Dalmacije.